# Мошків (річка)
Мо́шків — річка в Україні, в межах Заставнівського (витоки) та Новоселицького районів Чернівецької області, а також у межах міста Чернівців. Ліва притока Шубранця (басейн Дунаю).

## Опис
Довжина 22 км, площа водозбірного басейну 95,9 км². Долина порівняно глибока і вузька, в пониззі (в межах Чернівців) невиразна. Річище слабозвивисте, у пониззі більш звивисте. Заплава переважно двобічна. Споруджено стави (у верхній течії).

## Розташування
Річка Мошків бере початок на північний захід від села Чорнівка, серед південно-східний схилів гори Берди — найвищої точки Хотинської височини. Тече спершу на південний схід і південь, у середній течії різко повертає на захід, у межах міста Чернівців тече переважно на південний захід і південь. Впадає до Шубранця в Чернівцях, в районі Стара Жучка.
Над річкою розташоване село Чорнівка і північна (лівобережна) частина Чернівців.